# Pelomedusa subrufa
La tartaruga elmetto (Pelomedusa subrufa Lacépède, 1788) è un rettile dell'ordine delle Testudines, diffuso in Africa. È una specie palustre e d'acqua dolce, unica specie del genere Pelomedusa.

## Descrizione
Questa specie è caratterizzata dal carapace di colore variabile dal marrone al verde oliva, e il piastrone varia dal giallo al crema e marrone. La testa e gli arti hanno una colorazione grigia o verde oliva sul dorso e bianco giallastra sul ventre. Il collo è piuttosto lungo e viene retratto lateralmente. Le tre sottospecie sono distinguibili dalla diversa disposizione degli scuti pettorali sul piastrone.
Il dimorfismo sessuale è molto evidente: i maschi raggiungono la lunghezza di 30 cm, le femmine arrivano massimo a 25, solitamente 20-22. Inoltre la coda del maschio è più lunga e robusta.

## Tassonomia
Comprende le seguenti sottospecie:
- Pelomedusa subrufa subrufa (Lacépède, 1788)
- Pelomedusa subrufa nigra Gray, 1863
- Pelomedusa subrufa olivacea (Schweigger, 1812)